# Aulus Al·liè
Aulus Al·liè o Aliè (en llatí Aulus Alienus Procus; Allienus, segons una moneda) va ser un amic de Ciceró, del qual parla molt bé.
Va ser llegat de Ciceró a Àsia l'any 60 aC i pretor el 49 aC. El 48 aC va rebre el govern de Sicília amb el títol de procònsol i va enviar un nombrós contingent de tropes a Juli Cèsar que era a l'Àfrica. Va romandre a Sicília fins al 47 aC. Se suposa que podria ser la mateixa persona a la qual Dolabel·la va enviar a Egipte per reunir algunes legions, l'any 43 aC. Al·liè va portar-li quatre legions però al retorn fou sorprès a Palestina per Cassi que estava al capdavant de vuit legions i Al·liè, en lloc de combatre, es va unir a Cassi.